# Mirai Nagasu
Mirai Aileen Nagasu (Montebello (Californië), 16 april 1993) is een Amerikaans kunstschaatsster. Ze nam in 2010 deel aan de Olympische Winterspelen in Vancouver en werd er vierde bij de vrouwen. Ze won zilver (2016) en brons (2011, 2017) bij de 4CK.

## Biografie
Nagasu, de dochter van Japanse immigranten, begon op vijfjarige leeftijd met kunstschaatsen. In plaats van de torenhoge favoriete Caroline Zhang won Nagasu in 2007 verrassend de nationale kampioenschappen bij de junioren. Ze mocht hierdoor in hetzelfde jaar deelnemen aan de WK voor junioren en veroverde daar de zilveren medaille, dit keer achter Zhang. In het seizoen 2007/08 werd de veertienjarige Nagasu nationaal kampioene bij de senioren. Ze voldeed echter, net als de nummers twee (Rachael Flatt) en vier (Zhang), nog niet aan de leeftijdseisen om deel te nemen aan de WK. Enkel de zestienjarige Ashley Wagner (brons) was oud genoeg om naar de WK te gaan; de anderen werden in 2008 afgevaardigd op de WK voor junioren. Daar won Nagasu brons.
Ze won in 2010 zilver bij de nationale kampioenschappen en werd geselecteerd om deel te nemen aan de Olympische Winterspelen in Vancouver. Ze eindigde daar als 4e. Bij de WK 2010 werd ze 7e. Een jaar later verprutste ze de vrije kür bij de nationale kampioenschappen en werd er derde. Nagasu mocht deelnemen aan de 4CK 2011, waar ze eveneens brons won, en was eerste reserve bij de WK. Hier nam ze echter niet aan deel, ondanks dat haar concurrente Rachael Flatt geblesseerd was en daardoor volgens de regels eigenlijk thuis had moeten blijven. De jaren erna vielen de resultaten van Nagasu tegen. In 2014 had ze een opleving en werd ze derde bij de NK. Dit had genoeg moeten zijn voor deelname aan de Olympische Winterspelen in Sotsji, maar de Amerikaanse kunstschaatsbond voegde vanwege betere internationale resultaten de als vierde geplaatste Ashley Wagner toe aan het olympische team. Nagasu was naar verluidt teleurgesteld, maar ging niet tegen het besluit in beroep. Op de 4CK 2014 eindigde ze als 10e. In 2016 deed ze het beter: ze won de zilveren medaille bij de 4CK en verving Polina Edmunds bij de WK. Daar werd ze 10e. Nagasu veroverde in 2017 haar tweede bronzen medaille bij de viercontinentenkampioenschappen. Evenals acht jaar eerder won ze in 2018 bij de nationale kampioenschappen een medaille, nu zilver, en werd daarop geselecteerd om deel te nemen aan de Olympische Winterspelen in Pyeongchang. Wagner werd net als in 2014 vierde, maar kreeg nu geen uitzonderingspositie.

## Belangrijke resultaten
| Kampioenschap                | 06/07  | 07/08 | 08/09  | 09/10         | 10/11         | 11/12         | 12/13         | 13/14         | 14/15         | 15/16         | 16/17         | 17/18         |
| ---------------------------- | ------ | ----- | ------ | ------------- | ------------- | ------------- | ------------- | ------------- | ------------- | ------------- | ------------- | ------------- |
| Olympische Spelen            |        |       |        | 4e            |               |               |               | dnq.          |               |               |               | 10e · (team)  |
| Wereldkampioenschap          |        |       |        | 7e            |               |               |               |               |               | 10e           |               | 10e           |
| Viercontinentenkampioenschap |        |       |        |               | Brons         |               |               | 10e           |               | Zilver        | Brons         |               |
| Nationaal kampioenschap      |        | Goud  | 5e     | Zilver        | Brons         | 7e            | 7e            | Brons         | 10e           | 4e            | 4e            | Zilver        |
| WK junioren                  | Zilver | Brons | t.z.t. | geen deelname | geen deelname | geen deelname | geen deelname | geen deelname | geen deelname | geen deelname | geen deelname | geen deelname |
| Junior Grand Prix-finale     |        | Goud  |        | geen deelname | geen deelname | geen deelname | geen deelname | geen deelname | geen deelname | geen deelname | geen deelname | geen deelname |
| NK junioren                  | Goud   |       |        | geen deelname | geen deelname | geen deelname | geen deelname | geen deelname | geen deelname | geen deelname | geen deelname | geen deelname |

dnq. = niet gekwalificeerd
t.z.t. = trok zich terug
- Library of Congress Control Number: no2018042067
- Virtual International Authority File: 337152331595203260004